# (3665) Fitzgerald
(3665) Fitzgerald (1979 FE) – planetoida z pasa głównego asteroid okrążająca Słońce w ciągu 3,76 lat w średniej odległości 2,42 au Odkrył ją Antonín Mrkos 19 marca 1979 roku.